# تیراندازی در المپیک تابستانی ۱۹۸۴
تیراندازی در بازی‌های المپیک تابستانی ۱۹۸۴ نام رویداد ورزش تیراندازی در بازی‌های المپیک تابستانی بود که در سال ۱۹۸۴ برگزار شد.

## جدول مدال‌ها
| رتبه | کشور                      | طلا | نقره | برنز | مجموع |
| ۱    | ایالات متحده آمریکا (USA) | ۳   | ۱    | ۲    | ۶     |
| ۲    | چین (CHN)                 | ۳   | ۰    | ۳    | ۶     |
| ۳    | ایتالیا (ITA)             | ۱   | ۱    | ۱    | ۳     |
| ۴    | فرانسه (FRA)              | ۱   | ۱    | ۰    | ۲     |
| ۵    | بریتانیای کبیر (GBR)      | ۱   | ۰    | ۳    | ۴     |
| ۶    | کانادا (CAN)              | ۱   | ۰    | ۰    | ۱     |
| ۶    | ژاپن (JPN)                | ۱   | ۰    | ۰    | ۱     |
| ۸    | اتریش (AUT)               | ۰   | ۱    | ۰    | ۱     |
| ۸    | کلمبیا (COL)              | ۰   | ۱    | ۰    | ۱     |
| ۸    | دانمارک (DEN)             | ۰   | ۱    | ۰    | ۱     |
| ۸    | پرو (PER)                 | ۰   | ۱    | ۰    | ۱     |
| ۸    | رومانی (ROU)              | ۰   | ۱    | ۰    | ۱     |
| ۸    | سوئد (SWE)                | ۰   | ۱    | ۰    | ۱     |
| ۸    | سوئیس (SUI)               | ۰   | ۱    | ۰    | ۱     |
| ۸    | آلمان غربی (FRG)          | ۰   | ۱    | ۰    | ۱     |
| ۱۶   | استرالیا (AUS)            | ۰   | ۰    | ۱    | ۱     |
| ۱۶   | فنلاند (FIN)              | ۰   | ۰    | ۱    | ۱     |